# Louisette (band)
Louisette was een Belgische Nederlandstalige rockgroep, die in 1972 werd opgericht. De groep bestond uit Raymond van het Groenewoud, Erik Van Neygen, Johnny Dierick en Eddy Verdonck. In de nadagen van het bestaan van de band werd Erik Van Neygen vervangen door Jean-Marie Aerts.

## Samenstelling
De frontman van de groep was Raymond van het Groenewoud  (1950, Schaarbeek). Vóór hij met Louisette begon, was hij onder meer pianist geweest in het showorkest van zijn vader Joseph van het Groenewoud, beter bekend onder zijn pseudoniem Nico Gomez, en later ook pianist, gitarist en arrangeur in de begeleidingsgroep  van zanger Johan Verminnen (1951, Wemmel).
Erik Van Neygen (1951, Anderlecht) was zanger en gitarist geweest bij Pendulum, een band die in 1970 ruim bekend was geworden met de countrysong It's a beautiful day.
Oorspronkelijk was  het de bedoeling dat Bernard Vanderhaegen van de Wemmelse liedjesgroep 't Goeleve de zanger van de band zou worden. Die gaf er echter snel de brui aan, waarna Raymond van het Groenewoud besloot om zelf zijn composities te zingen. Vanderhaegen had wel de ritmesectie van de Leuvense jazzrockband Mad Curry bij de groep binnengehaald, met name Eddy Verdonck op de drums en Jean Van Dooren als bassist. Deze laatste zou spoedig vervangen worden door Johnny Dierick, een zwager van Eddy Verdonck.

## Geschiedenis
Louisette was een van de bands van de zogenaamde Leuvense Scène, een bonte verzameling van een dertigtal muzikanten die regelmatig te zien waren in de bruine kroegen van Leuven, met onder meer Big Bill, Jean-Marie Aerts, Walter Verdin, Paul Van Bruystegem, Firmin Michiels, Viona Westra, Luk Vankessel, Stoy Stoffelen, Luc Tegenbos, Paul Rans, Jokke Kerkhofs, Rick Tubbax, en vele anderen.
Het repertoire van Louisette bestond voornamelijk uit composities van Raymond van het Groenewoud. Sommige daarvan zouden pas later, tijdens zijn solo-carrière, worden uitgebracht op plaat. Voorbeelden daarvan zijn Bleke Lena, een ode aan Lena De Meerleer van de BRT-sportredactie, Zjoske, geïnspireerd door de barvrouw van de Brusselse Beursschouwburg en tevens zijn eerste echtgenote Joske Ceuppens (1954-2011), en Oh, mijn Evake, opgedragen aan Eva Mentens, de vrouw die Raymond als eerste in het liefdesleven zou hebben ingewijd. Andere nummers, zoals Op het bal, waren bijdragen die hij eerder geleverd had aan het repertoire van Johan Verminnen. 

#### Maria, Maria, ik hou van jou
De eerste single van Louisette werd uitgebracht in 1972 en was een verjaardagscadeau van vader Nico Gomez (Joseph van het Groenewoud) voor zijn zoon. Er werden slechts 3000 exemplaren van verkocht, al werd de song op de a-zijde - het rocknummer Maria, Maria ik hou van jou - een van de eerste grote successen van de zogenaamde polderpop. De b-zijde - de ballad Je kunt beter gaan - was een compositie van Eric Van Neygen en werd ook door hem gezongen.

#### Daddeemelee (Dat deed mij leed)
De groep werd door kenners sterk gewaardeerd, en de optredens waren zeer succesvol, maar dat vertaalde zich niet in hoge verkoopcijfers.  In 1973 volgde een tweede single, die nog veel minder verkocht dan de eerste. Op de a-zijde stond alweer een rocknummer van van het Groenewoud. Daddeemelee (Dat deed mij leed) was, net zoals de song Oh, mijn Evake, opgedragen aan Eva Mentens. De b-zijde, 15 maart, was opnieuw een rustige ballad van Eric Van Neygen.

#### Zij houdt van vrijen
Stilaan werd duidelijk dat de muzikale smaken van Raymond van het Groenewoud en Eric Van Neygen te veel verschilden, en uiteindelijk zou Van Neygen de band verlaten.  Nadat de groep een tijd als trio had opgetreden, werd Jean-Marie Aerts (1951, Zeebrugge) aangetrokken als gitarist. Aerts kwam van Split, de groep van Luk Vankessel, pseudoniem van Luk Guillaume. In 1974 bracht Louisette nog één laatste single uit, die hetzelfde lot beschoren was als de eerste. Zij houdt van vrijen,  met als b-zijde de ballad Als ik jou niet had, werd een populaire meezinger, maar er gingen bijzonder weinig exemplaren van over de toonbank. 
Einde 1973, op een moment dat iedereen een eerste album van Louisette verwachtte, bracht Raymond van het Groenwoud zijn eerste solo-album, Je moest eens weten hoe gelukkig ik was, uit. Het leek erop dat het einde van Louisette was ingeluid. Toen de band in 1974 niet langer mocht repeteren in de pastorij van Beigem, werd nog tijdelijk een onderkomen gevonden in een jeugdhuis in Heverlee, maar uiteindelijk viel het doek. Louisette splitte en Raymond van het Groenwoud richtte Bien Servi op. Deze band, met gitarist Jean-Marie Aerts, bassist Mich Verbelen en drummer Stoy Stoffelen, zou voor hem de opstap worden voor een lange en succesrijke solo-carrière.

## Discografie
- Maria, Maria, ik hou van jou - Je kunt beter gaan (1972)

Label: Omega
Producer: Roland Kluger
Raymond van het Groenewoud (zang, gitaar, piano), Erik Van Neygen (zang, gitaar), Jean Vandooren (bas), Eddy Verdonck (drums)
- Daddeemelee - 15 maart (1973)

Label: Omega International
Producer: Roland Kluger
Raymond van het Groenewoud (zang, gitaar, piano), Erik Van Neygen (zang, gitaar), Johnny Dierick (bas), Eddy Verdonck (drums)
- Zij houdt van vrijen - Als ik jou niet had (1974)

Label: Elf Provinciën
Producer: Louis De Vries
Raymond van het Groenewoud (zang, gitaar, piano), Jean-Marie Aerts (gitaar), Johnny Dierick (bas), Eddy Verdonck (drums)